# جسر باتيلي
جسر باتيلي بالإنجليزية Pateley Bridge (المعروف محليا باسم باتيلي) هي مدينة سوق صغيرة في نيدرديل في مقاطعة هاروغيت، شمال يوركشاير، انجلترا. تاريخيا جزء من غرب ركوب يوركشاير، وتقع على نهر نيد.
لديها أقدم متجر الحلوة في إنجلترا موسوعة غينيس للأرقام القياسية.

 أنشئت في عام 1827، ويقع في واحدة من أقدم المباني في جسر باتيلي، التي يرجع تاريخها إلى 1661. جسر باتيلي هو أيضا موطن متحف نيدرديل.

ويعرض المعرض الزراعي ديلز ومعرض نيدرديل، سنويا على أرض المعارض من نهر نيد. يستقطب المعرض أكثر من 14,000 زائر سنويا.

## التاريخ
في أوائل العصور الوسطى موقع باتيلي تقع في أراضي رئيس أساقفة يورك، والتي جاءت لتكون معروفة باسم بيشوبسيد. في القرن الثاني عشر كانت التسوية الرئيسية في بيشوبسيد في ويلسيل، بدلا من باتيلي. تم تسجيل باتيلي لأول مرة في 1175 (على الرغم من أن الوثيقة لا تزال في نسخة لاحقة)، كما باتلياغات، من أشكال القرن ال 14 بما في ذلك باثيليبريغ (غي). العناصر النهائية واضحة، مستمدة من غاباتا النورس القديمة ('الشارع') واللهجة الشمالية شكل بريغ ('جسر') على التوالي. هناك المزيد من الجدل حول قسم باتيلي من الاسم: التفسير المعتاد هو الإنجليزية القديمة pæþ ('مسار') في صيغة الجمع (جينيتيف با + لوا 'الأرض المفتوحة، والتطهير في غابة')، (بوا لواه يعني «إزالة الغابات من المسارات»)، مشيرا إلى مسارات تصل نيدرديل ومن ريبون إلى كرافن، التي تتقاطع هنا. ومع ذلك، فإن أشكال اسم باتيلي تنافس في العصور الوسطى مع أشكال مثل بادلواث (1227) وباثيسلايوث التي يمكن أن تكون من اللغة الإنجليزية الوسطى باديل ('مكان ضحل في الماء')، الفهد النورس القديم ('فورد') ويمكن أن يكون وأنهم مدينون بشيء لهذا الاسم. القصة المحلية التي تأتي من اسم «بات»، وهي كلمة قديمة يوركشاير لهجة ل «بدجر»، غير صحيحة. في عام 1320 منح رئيس أساقفة يورك ميثاقا للسوق والعادلة في باتيلي. حتى عام 1964، كانت محطة سكة حديد جسر باتيلي محطة خط السكك الحديدية التي تتدفق من نيدرديل من تقاطع وادي نيد، بالقرب من هاروجيت. بين 1907 و 1937، وادي نيد السكك الحديدية الخفيفة أبعد حتى دايل. الوصول الآن عن طريق البر، مع خدمة الحافلات بالساعة من هاروغيت.

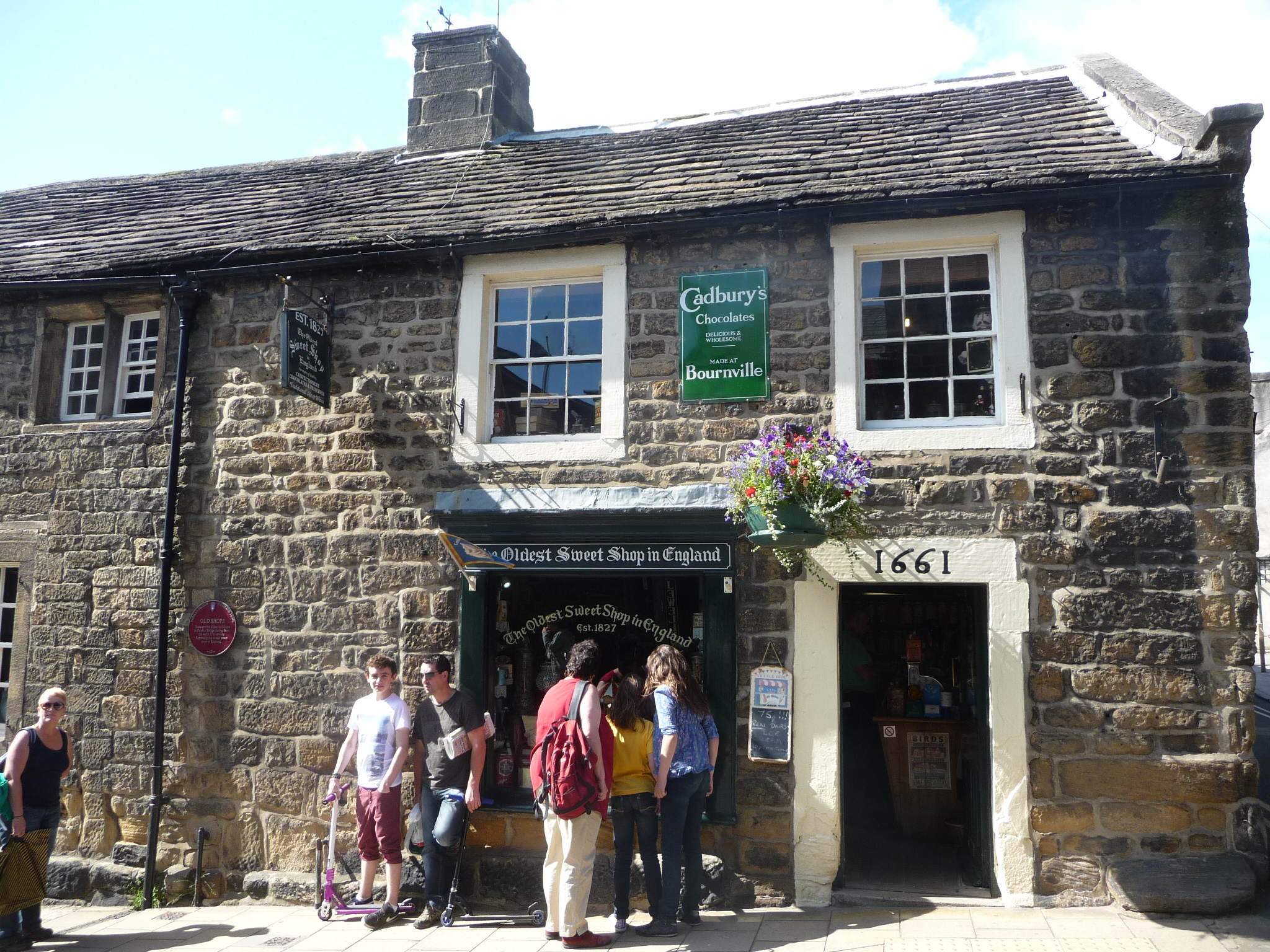
أقدم محل لبيع الحلوة حسب موسوعة غينس للأرقام القياسية

## حكومة محلية
كان جسر باتيلي مرة واحدة في القسم السفلى من كلارو وابنتاك. في القرن التاسع عشر إصلاحات الحكومة المحلية ضمت المدينة جسر باتلي اتحاد القانون الفقراء،
في وقت لاحق في منطقة جسر باتلي المناطق الصحية الريفية

ومن 1894 جسر باتلي مقاطعة ريفية. في عام 1937 تم دمج المنطقة الريفية لتصبح جزءا من ريبون وجسر باتلي الريفية. منذ عام 1974 ضمت المدينة داخل مقاطعة هاروغات في شمال يوركشاير. جسر باتلي هو أكبر مستوطنة في الرعية المدنية من بيشوبسيد العالية والمنخفضة، تاريخيا بلدة في أبرشية كبيرة من ريبون. تم إنشاء بيشوبسيد العليا والمنخفضة رعية مدنية في عام 1866. وتم منح جسر باتيلي مركز المدينة في عام 1986، وأعيد تسمية مجلس أبرشية بيشوبس العليا والمنخفضة إلى مجلس مدينة باتيلي بريدج. ومع ذلك، يبقى الاسم الرسمي للرعية الرفيع والمنخفض بيشوبسيد. وتحد الرعية من الغرب نهر نيد، وتشمل مساحة كبيرة من المستنقعات إلى الشرق من المدينة. وتشمل المستوطنات الأخرى في الرعية الجزء الجنوبي من واث، غلاس هوسز، ويلسيل، بلازفيلد وفلبيك. والرعية لا تشمل أرض المعارض نيدرديل أو حي بوابة بيت الجسور (بيريج هاوس غيت)، التي تقع على الضفة الغربية ل نيد في أبرشية بيويرلي. وفي تعداد عام 2001، بلغ عدد سكان الرعية 2,153 نسمة، ليصل عددهم إلى 2210 نسمة في تعداد عام 2011.

## الحكم
يوجد جناح انتخابي باسم جسر باتيلي. ويمتد هذا شمالا إلى ستونبيك حتى مع مجموع السكان التي اتخذت في تعداد متزايد 2,718 عام 2011.

## مرافق عمومية
كنيسة ومصلى، ومرآب (نيدرديل موتورز) والفنادق ومتحف نيدرديل والمدرسة الابتدائية والمنازل العامة والمكتبة العامة والحديقة العامة والمطاعم والمدرسة الثانوية (مدرسة نيدرديل الثانوية) والمحلات التجارية والمسرح (باتيلي مسرح). يقع مركز بيويرلي بارك للتعليم في الهواء الطلق في قرية بيويرلي القريبة. كما تقع بريمهام روكس والكهف جدع الصليب على مقربة من الفندق. يقع كل من طريق نيدرديل والمجاري الستة للأودية عبر المدينة. البلدة أيضا بمثابة مركز رياضي، مع العديد من الفرق (المعروفة مجتمعة باسم «البادجريز») تتنافس في كرة القدم والكريكيت ولعبة البولينج. كما يقدم فندق باتيلي مركز نيدرديل للسباحة والترفيه. يضم المرفق حوض سباحة بطول 20 متر وصالة ألعاب رياضية مجهزة بالكامل وقاعة رياضية وملعبين للاسكواش افتتحت رسميا في عام 2005 بعد سنوات عديدة من جمع التبرعات المحلية. فريق كرة القدم، والمعروف باسم جسر باتلي F.C. يتنافس حاليا في المستوى 14 من هرم كرة القدم في هاروغيت ومنطقة دوري كرة القدم. وتشتهر المدينة أيضا ب «أقدم متجر حلوة في إنجلترا» الذي أنشئ في عام 1827 وتم التحقق من صحته كأول متجر للحلويات التجارية في العالم (موسوعة غينيس للأرقام القياسية لعام 2014) ويقع في واحدة من أقدم المباني في باتيلي جسر. يمكن العثور على ورش عمل شارع الملك على شارع الملك ومنزل مجموعة موهوبة من الفنانين والمصممين. استوديوهاتهم مفتوحة وتشمل المجوهرات، ميلرينر، فن النسيج والهدايا والنحاتين والفنانين الجميلة والتحف الزجاجية.

## المناخ
مثل الكثير من الجزر البريطانية، باتلي بريدج لديه المناخ البحري المعتدل. وكانت درجة الحرارة الأكثر دفئا سجلت 31.0 درجة مئوية (87.8 درجة فهرنهايت) في 1 يوليو 2015. وأقرب موقع حيث تتوفر البيانات هو مطار ديشفورث. ومن الملاحظ بشكل خاص أن أحر وأبرد درجات الحرارة لشهر مايو على حد سواء وقعت في عام 2010، في غضون 12 يوما فقط. كانت موجة الحر في مطلع تشرين الأول / أكتوبر 2011 شديدة الشدة بحيث سجلت درجات حرارة أكتوبر الأكثر حرارة، وكانت أعلى من المعدل القياسي لشهر أيلول / سبتمبر في أي عام. مع متوسط درجة الحرارة 11.4 درجة مئوية (52.5 درجة فهرنهايت)، كان ديسمبر 2015 بسهولة أحر ديسمبر سجلت على الإطلاق، وأدفأ درجة حرارة ديسمبر من أي وقت مضى من 16.2 درجة مئوية (61.2 درجة فهرنهايت) تم التوصل في 19th. في المقابل، كان متوسط درجة الحرارة في ديسمبر / كانون الأول 2010 -1.9 درجة مئوية (28.6 درجة فهرنهايت)، وتم التوصل إلى أبرد درجات الحرارة على الإطلاق -15.0 درجة مئوية (5.0 درجة فهرنهايت) في الساعة السادسة.